# Allvädersstövel
Allvädersstövel är en fodrad stövel som skall kunna användas både när det regnar (ungefär som en gummistövel) och när det snöar och är kallt. Fodret är som regel ett mjukt och poröst foder och gummikvaliteten tjockare än ordinära gummistövlar. De används framförallt av barn.